# Synete olivaceofusca
Synete olivaceofusca är en fjärilsart som beskrevs av Rothschild 1917. Synete olivaceofusca ingår i släktet Synete och familjen tandspinnare. Inga underarter finns listade i Catalogue of Life.